# Daxi, Guangdong
Daxi är en köping i sydöstra Kina. Den ligger i Jiexi härad i staden Jieyang i provinsen Guangdong, omkring 280 kilometer öster om provinshuvudstaden Guangzhou. Antalet invånare är 23 102. Befolkningen består av 11 278 kvinnor och 11 824 män. Barn under 15 år utgör 25,0 %, vuxna 15-64 år 64 %, och äldre över 65 år 9,0 %.